# شهرستان باند (ایلینوی)
شهرستان باند، (به انگلیسی: Bond County) شهرستانی در ایالت ایلی‌نوی ایالات متحده آمریکا و بر طبق سرشماری ۲۰۱۰ این شهرستان ۱۷۷۶۸ نفر جمعیت داشته‌است. رشد جمعیت این شهرستان از ۲۰۰۰ تا ۲۰۱۰، حدود ۰٫۸ درصد بوده‌است
طبق سرشماری ۲۰۱۰، مساحت این شهرستان ۹۹۱٫۳ کیلومتر مربع وسعت داشته که از این مقدار ۰٫۶۵ درصد آب و ۹۹٫۳۵ درصد خشکی می‌باشد.
این شهرستان در ۱۸۱۷ از شهرستان مدیسن جدا شد. این شهرستان نام خود را از شادریچ باند نامزد کنگره و دولتمرد ایلی‌نوی، گرفته‌است.

## نگارخانه

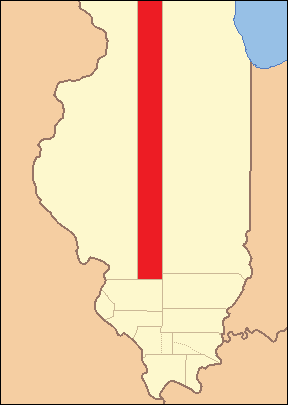
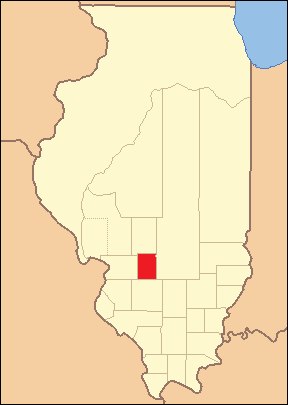
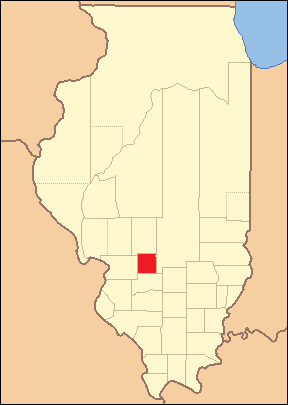
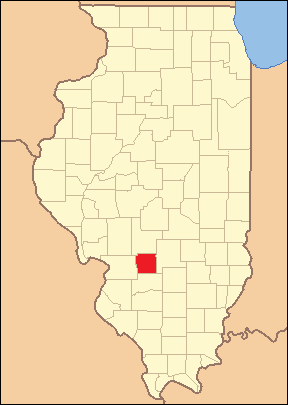

## همسایگان و راه‌ها
همسایگان این شهرستان عبارتند از:
- شمال: شهرستان مونتگمری
- شمال‌شرق:
- شرق: شهرستان فایتی
- جنوب‌شرق:
- جنوب: شهرستان کلینتون
- جنوب‌غرب:
- غرب: شهرستان مدیسن
- شمال‌غرب:

راه‌های اصلی این شهرستان:
1. بزرگراه میان‌ایالتی ۷۰
2. بزرگراه ۴۰ ایالات متحده
3. جاده ۱۲۷ ایلی‌نوی
4. جاده ۱۴۰ ایلی‌نوی
5. جاده ۱۴۳ ایلی‌نوی

## شهرها
- دون نلسون، ایلی‌نوی
- گرینویلا، ایلی‌نوی، مرکز شهرستان
- بلو موند، ایلی‌نوی
- کیزپورت، ایلی‌نوی
- ملبری گرو، ایلی‌نوی
- اولد ریپلی، ایلی‌نوی
- پاناما، ایلی‌نوی
- پرییون، ایلی‌نوی
- پوکانتاس، ایلی‌نوی
- اسمیتبرو، ایلی‌نوی
- سورنتو، ایلی‌نوی